# Monacos Grand Prix 2024
Monacos Grand Prix 2024, officiellt Formula 1 Grand Prix de Monaco 2024, var ett Formel 1-lopp som kördes den 26 maj 2024 på Circuit de Monaco i Furstendömet Monaco. Loppet var det åttonde loppet ingående i Formel 1-säsongen 2024 och kördes över 78 varv.

## Ställning i mästerskapet före loppet
| Pos. | Förare            | Poäng |
| ---- | ----------------- | ----- |
| 1 ▬  | Max Verstappen    | 161   |
| 2 ▬  | Charles Leclerc   | 113   |
| 3 ▬  | Sergio Pérez      | 107   |
| 4 ▬  | Lando Norris      | 101   |
| 5 ▬  | Carlos Sainz, Jr. | 93    |

| Pos. | Konstruktör           | Poäng |
| ---- | --------------------- | ----- |
| 1 ▬  | Red Bull              | 268   |
| 2 ▬  | Ferrari               | 212   |
| 3 ▬  | McLaren-Mercedes      | 154   |
| 4 ▬  | Mercedes              | 79    |
| 5 ▬  | Aston Martin-Mercedes | 44    |

- Notering: Endast de fem bästa placeringarna i vardera mästerskap finns med på listorna.

## Kvalet
Kvalet kördes den 25 maj 2024 klockan 16:00 lokal tid (UTC+2).
| Pos.                    | Nr. | Förare           | Konstruktör                  | Kvaltider | Kvaltider | Kvaltider | Start- grid |
| Pos.                    | Nr. | Förare           | Konstruktör                  | Q1        | Q2        | Q3        | Start- grid |
| ----------------------- | --- | ---------------- | ---------------------------- | --------- | --------- | --------- | ----------- |
| 1                       | 16  | Charles Leclerc  | Ferrari                      | 1:11.584  | 1:10.825  | 1:10.270  | 1           |
| 2                       | 81  | Oscar Piastri    | McLaren-Mercedes             | 1:11.500  | 1:10.756  | 1:10.424  | 2           |
| 3                       | 55  | Carlos Sainz Jr. | Ferrari                      | 1:11.543  | 1:11.075  | 1:10.518  | 3           |
| 4                       | 4   | Lando Norris     | McLaren-Mercedes             | 1:11.760  | 1:10.732  | 1:10.542  | 4           |
| 5                       | 63  | George Russell   | Mercedes                     | 1:11.492  | 1:10.929  | 1:10.543  | 5           |
| 6                       | 1   | Max Verstappen   | Red Bull Racing-Honda RBPT   | 1:11.711  | 1:10.745  | 1:10.567  | 6           |
| 7                       | 44  | Lewis Hamilton   | Mercedes                     | 1:11.528  | 1:11.056  | 1:10.621  | 7           |
| 8                       | 22  | Yuki Tsunoda     | RB-Honda RBPT                | 1:11.852  | 1:11.106  | 1:10.858  | 8           |
| 9                       | 23  | Alexander Albon  | Williams-Mercedes            | 1:11.623  | 1:11.216  | 1:10.948  | 9           |
| 10                      | 10  | Pierre Gasly     | Alpine-Renault               | 1:11.714  | 1:10.896  | 1:11.311  | 10          |
| 11                      | 31  | Esteban Ocon     | Alpine-Renault               | 1:11.887  | 1:11.285  | N/A       | 11          |
| 12                      | 3   | Daniel Ricciardo | RB-Honda RBPT                | 1:11.785  | 1:11.482  | N/A       | 12          |
| 13                      | 18  | Lance Stroll     | Aston Martin Aramco-Mercedes | 1:11.728  | 1:11.563  | N/A       | 13          |
| 14                      | 14  | Fernando Alonso  | Aston Martin Aramco-Mercedes | 1:12.019  | N/A       | N/A       | 14          |
| 15                      | 2   | Logan Sargeant   | Williams-Mercedes            | 1:12.020  | N/A       | N/A       | 15          |
| 16                      | 11  | Sergio Pérez     | Red Bull Racing-Honda RBPT   | 1:12.060  | N/A       | N/A       | 16          |
| 17                      | 77  | Valtteri Bottas  | Kick Sauber-Ferrari          | 1:12.512  | N/A       | N/A       | 17          |
| 18                      | 24  | Zhou Guanyu      | Kick Sauber-Ferrari          | 1:13.028  | N/A       | N/A       | 18          |
| DSQ                     | 27  | Nico Hülkenberg  | Haas-Ferrari                 | 1:11.876  | 1:11.440  | N/A       | 191         |
| DSQ                     | 20  | Kevin Magnussen  | Haas-Ferrari                 | 1:11.832  | 1:11.725  | N/A       | 201         |
| 107 %-gränsen: 1:16.594 |     |                  |                              |           |           |           |             |
| Källor:                 |     |                  |                              |           |           |           |             |